# Englische Fußballnationalmannschaft (U-17-Junioren)
Die englische U-17-Fußballnationalmannschaft ist eine Auswahlmannschaft englischer Fußballspieler. Sie unterliegt der Football Association und repräsentiert sie international auf U-17-Ebene, etwa in Freundschaftsspielen gegen die Auswahlmannschaften anderer nationaler Verbände, bei U-17-Europameisterschaften und U-17-Weltmeisterschaften.
Die Mannschaft wurde 2010 und 2014 Europameister und belegte 2007 und 2017 den zweiten Platz.
Für Weltmeisterschaften konnte sie sich bisher viermal qualifizieren. Sie erreichte sowohl 2007 in Südkorea, als auch 2011 in Mexiko das Viertelfinale, 2015 schied die Mannschaft in der Gruppenphase aus, konnte aber zwei Jahre später erstmals Weltmeister werden.

## Teilnahme an U-17-Fußballweltmeisterschaften
(Bis 1989 U-16-Fußball-Weltmeisterschaft)
| 1985 | nicht qualifiziert |
| 1987 | nicht qualifiziert |
| 1989 | nicht qualifiziert |
| 1991 | nicht qualifiziert |
| 1993 | nicht qualifiziert |
| 1995 | nicht qualifiziert |
| 1997 | nicht qualifiziert |
| 1999 | nicht qualifiziert |
| 2001 | nicht qualifiziert |
| 2003 | nicht qualifiziert |
| 2005 | nicht qualifiziert |
| 2007 | Viertelfinale      |
| 2009 | nicht qualifiziert |
| 2011 | Viertelfinale      |
| 2013 | nicht qualifiziert |
| 2015 | Vorrunde           |
| 2017 | Weltmeister        |
| 2019 | nicht qualifiziert |
| 2021 | –                  |
| 2023 | Achtelfinale       |

## Teilnahme an U-17-Europameisterschaften
(Bis 2001 U-16-Europameisterschaft)
| 1982 | nicht qualifiziert |
| 1984 | 3. Platz           |
| 1985 | nicht qualifiziert |
| 1986 | nicht qualifiziert |
| 1987 | nicht qualifiziert |
| 1988 | nicht qualifiziert |
| 1989 | nicht qualifiziert |
| 1990 | nicht qualifiziert |
| 1991 | nicht qualifiziert |
| 1992 | nicht qualifiziert |
| 1993 | Vorrunde           |
| 1994 | Viertelfinale      |
| 1995 | Viertelfinale      |
| 1996 | Viertelfinale      |
| 1997 | nicht qualifiziert |
| 1998 | nicht qualifiziert |
| 1999 | Viertelfinale      |
| 2000 | Vorrunde           |
| 2001 | 4. Platz           |
| 2002 | 3. Platz           |
| 2003 | 4. Platz           |
| 2004 | 4. Platz           |
| 2005 | Vorrunde           |
| 2006 | nicht qualifiziert |
| 2007 | 2. Platz           |
| 2008 | nicht qualifiziert |
| 2009 | Vorrunde           |
| 2010 | Europameister      |
| 2011 | Halbfinale         |
| 2012 | nicht qualifiziert |
| 2013 | nicht qualifiziert |
| 2014 | Europameister      |
| 2015 | Viertelfinale      |
| 2016 | Viertelfinale      |
| 2017 | 2. Platz           |
| 2018 | Halbfinale         |
| 2019 | Vorrunde           |
| 2022 | nicht qualifiziert |
| 2023 | Viertelfinale      |
| 2024 | Viertelfinale      |